# ウェイイとの戦い (紀元前480年)
ウェイイとの戦い（ウェイイとのたたかい）は、紀元前480年に起きた、共和政ローマとウェイイを中心とするエトルリア連合軍との戦い。ローマは勝利したが損害も大きく、執政官グナエウス・マンリウス・キンキナトゥスは瀕死の重傷を負った。

## 背景
共和政ローマが成立してしばらくすると、パトリキ（貴族）とプレブス（平民）の対立が始まった。紀元前494年にプレブス達はモンテ・サクロ（聖山）に立て篭もり、自分達の政治的発言力の強化を求めた。この事件において、プレブス側はそれまでのローマの政治体制を拒否し、立て篭もった山で自分達を中心とした新たな国家を樹立する動きまで見せた。プレブス側は「護民官」（トリブヌス・プレビス）、と呼ばれる代表を選び、その元で結束し、彼らの身体を不可侵とすることを神に誓った。護民官は、当時のパトリキ国家の代表である執政官（コンスル）と対応して2名が選ばれ、同様に民会に対応して、平民のみで構成された平民会が議決機関として設置された。こうしたプレブス側の行動に対して、パトリキ側も妥協せざるを得ず、平民会を正規の民会として認めるのみならず、プレブス達が勝手に選出した護民官についても国家の官職とし、さらにプレブス達によって誓われていた護民官の神聖不可侵をも承認した。こうしてローマの既存国家体制に組み込まれた護民官は、プレブスの保護をその任務とし、そのための職権としてほとんどの決定に対する拒否権が与えられた。しかし、両者の対立は簡単には解決されなかった。
ティトゥス・リウィウスは、紀元前483年の時点において、ローマは自身の戦力は十分以上であると考え、ほとんど戦争に関心を示さずこの問題の解決に集中していたとしている。しかしながら、この不和を見たウェイイ軍は、紀元前482年になるとローマ領への侵入を開始し、田園部の略奪を行った。翌紀元前481年にはローマを包囲した。ローマ軍の司令官は執政官スプリウス・フリウス・メドゥッリヌス・フススであったが、この年に特筆すべきことはなかった。

## 戦闘
紀元前480年、プレブス（平民）とパトリキ（貴族）の争いはさらに悪化しており、ウェイイにローマに勝利する希望を与えた。ウェイイにはエトルリアの都市国家が同盟して支援していた。しかし、ローマの平民と護民官はこの期に及んでも軍務忌避を行ったが、アッピウス・クラウディウスが護民官を説得してなんとか徴兵が実施された。
執政官マルクス・ファビウス・ウィブラヌスとグナエウス・マンリウス・キンキナトゥスは、兵士が訓練不足であるということから戦場に出さないでいたが、エトルリア騎兵が繰り返し略奪を行ったことにより戦闘は避けられなくなってきた。若いローマ兵達は不満の声を上げ、執政官に出撃を求めたがそれは拒否された。やがてエトルリア人からの罵倒はますます激しくなり、今度はローマの全兵士が執政官のもとに出撃命令を出せと詰め寄った。グナエウス・マンリウスが譲歩しかけたとき、マルクス・ファビウスはこう発言した。「兵士達が勝利することはわかっているが、彼らが勝利を願っているのかがわからない。兵達が勝利者として戻ってくると神に誓わない限り、私は出撃命令を出さない」この言葉を聴いて、全兵士が勝利を神に誓った。
一度戦闘が始まると、ローマ軍は勇敢に戦い、特に執政官の兄であるクィントゥス・ファビウス・ウィブラヌスは戦死した。戦列の反対側で戦っていたマンリウスは重症を負い、一旦戦線を離れざるを得なかった。マンリウスの兵が崩壊しそうになったときに、マルクス・ファビウスが到着し、マンリウスが死んでいないことを告げた。マンリウスも再び戦場に戻り、兵士達を安心させた。
優勢となったエトルリア軍はローマ軍野営地を攻撃し、予備兵力の防御を打ち破って突入した。これを聞いたマンリウスは、彼の兵を野営地の出口に配置し、エトルリア兵を包囲した。逆に窮地に陥ったエトルリア軍は脱出を試み、マンリウスの本営に突撃をかけ、さらに弓矢で反撃した。この最後の突撃でマンリウスは圧倒され、致命傷を負った。ローマ軍は再びパニックとなったが、士官の一人がマンリウスの体を動かし、あえてエトルリア兵に脱出路を与えた。脱走するエトルリア兵をファビウスが追撃し撃破した。
戦闘はファビウスの大勝利に終わったが、兄や多くの同僚を失ったことは大打撃であり、元老院は凱旋式を提案したがファビウスはこれを辞退した。

## その後
ローマは多方面に敵を抱えていたため、紀元前479年にファビウス氏族は元老院に対して、ウェイイとの戦争は軍事的にも資金的にも彼らの氏族だけで行うことを提案した。元老院はこれを感謝をもって受け入れ、市民もファビウスの名を讃えた。翌日、ファビウス一族は武備を整え、執政官も含めて306名のファビウス氏族がローマ市内を行進し、カルメンタリス門の（二つの門のうち）右側から出陣した。その後北に向かい、クレメラ川に野営地を築き防御を強化した。
紀元前478年、ファビウス軍はウェイイ領における略奪に成功した。ウェイイはエトルリアから軍を集め、クレメラ川沿いのファビウス軍野営地を攻撃・包囲した。執政官ルキウス・アエミリウス・マメルクスが救援に駆けつけ、ローマ軍騎兵の突撃によりウェイイ軍を撤退させた。ウェイイ軍はサクサ・ルブラ（en）まで後退し、和平を求めてきた。
紀元前477年、再び両者の敵意が高まり、ファビウス軍のウェイイ領土侵攻、あるいはその逆と戦闘は激化していった。ウェイイ軍はクレメラ川の戦いで待ち伏せ攻撃に成功し、ファビウス軍は全滅する。若年のためにローマに留まっていたクィントゥス・ファビウス・ウィブラヌスのみが、たった一人のファビウス氏族の生き残りとなった。

## 参考資料
1. ↑  ティトゥス・リウィウス『ローマ建国史』ii. 42.
2. ↑  ティトゥス・リウィウス『ローマ建国史』ii. 43.
3. ↑  ティトゥス・リウィウス『ローマ建国史』ii. 45, 46.
4. ↑  ティトゥス・リウィウス『ローマ建国史』ii. 46, 47.
5. 1 2  ティトゥス・リウィウス『ローマ建国史』ii. 47.
6. ↑  ハリカルナッソスのディオニュシオス『ローマ古代誌』ix. 5, 6, 11, 12.
7. ↑  Paulus Orosius, Historiarum Adversum Paganos Libri VII ii. 5.
8. ↑  ティトゥス・リウィウス『ローマ建国史』ii. 48, 49.
9. ↑  ティトゥス・リウィウス『ローマ建国史』ii. 49.
10. ↑  ティトゥス・リウィウス『ローマ建国史』ii. 50, vi. 1.